# Jacob Friis
Jacob Friis (* 11. Dezember 1976) ist ein dänischer Fußballtrainer.

## Karriere
Jacob Friis wurde im Januar 2016 Co-Trainer bei der Profimannschaft von Aalborg BK. Zuvor war er von Mitte 2005 bis Mitte 2006 Co-Trainer der zweiten Mannschaft von Aalborg und von 2012 bis 2015 Trainer der U19 von Aalborg. Dazwischen co-trainierte er die mexikanische U20-Mannschaft der UANL Tigres.
Am 26. November 2018 betreute Friis nach der Entlassung von Cheftrainer Morten Wieghorst interimsmäßig die Profis von Aalborg BK, am 10. Dezember 2018 erhielt er eine Festanstellung als Cheftrainer. Als Siebter in der regulären Saison kam der Klub aus Nordjütland in die Abstiegsrunde und belegte in der Gruppe 2 den zweiten Platz, wodurch sie an den Play-offs zur Teilnahme an der Europa League teilnahmen. Dort schied Aalborg BK gegen Aarhus GF aus. In der folgenden Spielzeit, der Saison 2019/20, wurde Aalborg BK Tabellensechster und qualifizierte sich für die Meisterrunde, in der die Nordjüten den fünften Platz belegten.
Da seine Tochter an Leukämie erkrankt war und er sich um sie kümmern wollte, trat Jacob Friis am 29. Oktober 2020 mit sofortiger Wirkung zurück.
Am 3. Februar 2022 wurde Friis zum Cheftrainer des Superliga-Klubs Viborg FF ernannt und gab gleichzeitig seinen Job als Trainer der dänischen U19-Frauennationalmannschaft auf.
Ab 8. November 2023 wechselte Friis in die deutsche Bundesliga als Assistenztrainer zum FC Augsburg.
Am 20. Januar 2025 wurde er vom finnischen Fußballverband als neuer Nationaltrainer der finnischen Männernationalmannschaft vorgestellt.

## Sonstiges
Der Onkel von Jacob Friis war der dänische Nationalspieler Henning Jensen (1949–2017), der einst von 1972 bis 1976 für Borussia Mönchengladbach auflief.